# 由井常彦
由井 常彦（ゆい つねひこ、1931年〈昭和6年〉6月14日 - ）は、日本の経営史学者。学位は、経済学博士。明治大学名誉教授。専門は日本経営史・日本経済史。

## 経歴
長野県南佐久郡青沼村（現・佐久穂町）生まれ。与志本代表・由井七郎右衛門の息子、由井定右衛門の甥。
旧制武蔵高等学校を経て、東京大学経済学部卒業。1960年、東京大学大学院社会科学研究科経済史学博士課程修了。明治大学経済学部講師。1963年、助教授。1965年、「中小工業政策の史的研究」で東京大学より経済学博士の学位を取得。1968年、明治大学経営学部教授、日本経営史研究所専務理事に就任し、文部省大学設置審議会委員を務める。1998年に退官、名誉教授。
文京女子大学教授。ロンドン大学、パリ大学、北京外国語大学客員教授、公益財団法人三井文庫常務理事・文庫長、財団法人日本経営史研究所会長、名誉会長。

## 人物
趣味は音楽、歌舞伎。

## 家族・親族
由井家
- 父・七郎右衛門（1887年 - ?、与志本代表社員）[3] - 父親は木材と炭の商売をしていた[6]。
- 妻[2]
- 長女[2]
- 長男[2]

親戚
- 伯父・由井定右衛門（与志本会長、与志本林業顧問）[3]

## 著書
- 『中小企業政策の史的研究』東洋経済新報社、1964年。
- 『清廉の経営 『都鄙問答』と現代』日本経済新聞社、1993年。
  - 『都鄙問答 経営の道と心』日経ビジネス人文庫、2007年。
  - 『『都鄙問答』と石門心学　近世の市場経済と日本の経済学・経営学』冨山房インターナショナル、2019年。改訂版
- 『安田善次郎 果報は練って待て』ミネルヴァ書房「ミネルヴァ日本評伝選」 、2010年。
- 『講話 歴史が語る「日本の経営」 その進化と試練』PHP研究所 、2015年。

### 共編著
- 『商工政策史 第12巻 中小企業』編 商工政策史刊行会、1963年。
- 編『マイクロフィルム版営業報告書集成 解説・収録書総目録』雄松堂フィルム出版、1966年。
- 中川敬一郎共編『財界人思想全集 経営哲学・経営理念』全2巻　 ダイヤモンド社、1969 - 70年。
- 中川敬一郎・森川英正共編『近代日本経営史の基礎知識 明治維新期から現代まで』 有斐閣、1974年。
- 責任編集『日本経営史講座 第2巻 工業化と企業者活動』日本経済新聞社 1976年。
- J.ヒルシュマイヤー共著『日本の経営発展 近代化と企業経営』東洋経済新報社 南山大学経済経営研究叢書、1977年。
- 共著 『日本の企業家  2 大正篇 波瀾の時代への挑戦者』有斐閣新書、1978年。
- 『明治経営名著集完全復刻版解説』ダイヤモンド社 、1978年。
- 編『憂楽五十年 芦原義重-回顧と展望』日本経営史研究所、1978年。
- 編『日本財閥経営史　安田財閥』日本経済新聞社、1986年。
- 浅野俊光共編『日本全国諸会社役員録』全16巻  柏書房、1988-89年。
- 編 小山周三・橋本寿朗著『セゾンの歴史 変革のダイナミズム』上・下 リブロポート、1991年。
- 橋本寿朗共編 『革新の経営史 戦前・戦後における日本企業の革新行動』有斐閣、1995年。
- 大東英祐共編『日本経営史 3 大企業時代の到来』岩波書店、1995年。
- 編 老川慶喜・前田和利共著『堤康次郎』リブロポート、1996年。
- 編『西野恵之助伝』日本経営史研究所 1996年。
- 森川英正共編『国際比較・国際関係の経営史』名古屋大学出版会、1997年。
- 監修『社史で見る日本経済史 別巻　日本社史名著解題』ゆまに書房、1998年。
- 和田一夫共著 トヨタ自動車歴史文化部企画・編纂 『豊田喜一郎伝』 名古屋大学出版会、2002年。
- 田付茉莉子・伊藤修共著 日本経営史研究所編纂『セゾンの挫折と再生』 山愛書院、2010年。
- 三和良一・三和元共編著『日本の経営　産業経営史シリーズ』 日本経営史研究所、2012年。
- 武田晴人共編『歴史の立会人 昭和史の中の渋沢敬三』日本経済評論社、2015年。
- 佐々木聡・阿部武司編『由井常彦回顧録　経営史研究の志とご縁と実践』冨山房インターナショナル、2024年4月。ISBN 978-4-86600-121-0。

翻訳ほか
- J.ヒルシュマイア、土屋喬雄共訳『日本における企業者精神の生成』東洋経済新報社、1965年。
- 渋沢栄一、監修『経営論語　現代語訳　渋沢流・仕事と生き方』ダイヤモンド社・新書判、2010年。

## 論文
- Cinii